# Championnats du Malawi de cyclisme sur route
Les championnats du Malawi de cyclisme sur route sont les championnats nationaux de cyclisme sur route organisés par la Fédération du Malawi de cyclisme.

## Hommes

### Podiums de la course en ligne
| Année | Champion       | Deuxième      | Troisième       |
| 2010  | Missi Kathumba | Leonard Tsoyo | Kwame Kaira     |
| 2011  | Leonard Tsoyo  | Kwame Kaira   | John Gonani     |
| 2013  | Missi Kathumba | Kwame Kaira   | Mortinia Misole |